# Officio sanctissimo
Officio sanctissimo, s podnaslovom "O Crkvi u Bavarskoj", papinska je enciklika koju je 22. prosinca 1887. godine objavio papa Lav XIII. U ovom dokumentu papa podsjeća na dugu i neprekinutu povijest katoličanstva u Kraljevini Bavarskoj te pohvaljuje narod zbog njegova otpora Kulturnoj borbi, političko-vjerskom sukobu koji je nastojao ograničiti utjecaj Katoličke crkve.
Osim toga, enciklika oštro osuđuje slobodno zidarstvo, nazivajući ga "sektom tame".